# Hauenstein-Scheiteltunnel
De Hauenstein-Scheiteltunnel is een onderdeel van de Hauensteinlinie en staat bekend als een Zwitserse spoorlijn die van de stad Bazel onder de Hauensteinpas van het Juragebergte naar de stad Olten loopt. Parallel aan deze spoortunnel ligt de Hauenstein-Basistunnel als onderdeel van de Hauensteinlinie.

## Hauenstein-Scheiteltunnel
Traject (Sissach-) Läufelfingen–Trimbach (-Olten).
- Lengte : 2495 meter
- Bouwtijd : 1853–1858

### Geschiedenis
In het jaar 1850 diende de Zwitserse Bundesrat bij de Engelse ingenieurs Robert Stephenson en Henry Swinburne een plan in voor de aanleg van spoorwegnet door de bergen uit te werken. Om de drie belangrijkste Duitstalige steden Zürich, Basel en Bern met elkaar te verbinden zochten experts van Bazel naar mogelijkheden voor een traject langs de Rijn of door het aanleggen van tunnels in het Mittelland. De Bundesrat gaf de voorkeur aan een traject door de Jura door de Hauenstein of door de Schafmatt.
Beide trajecten volgden de Ergolz tot Sissach en van daaruit het ene traject over Läufelfingen en door de Hauenstein-Scheiteltunnel naar Olten liep en het andere traject over Gelterkinden en van daaruit over Anwil of Tecknau door de Schafmatttunnel naar Aarau zou lopen.

### Bouw
De bouw van de Hauenstein-Scheiteltunnel in het jaar 1853 door de Schweizerische Centralbahn (SCB) was een grote uitdaging omdat tot dan toe nog nooit een hele berg doorboord was.
Niemand hield het voor mogelijk dat twee groepen tunnelbouwers zich naar elkaar toe konden werken en elkaar in de berg tegen zouden komen. De Engelse Thomas Brassey wilde de tunnel vanuit vijf plaatsen boren, vanuit beide einden en met behulp van drie hulptunnels die dusdanig lang werden dat van hun eindpunt de hoofdtunnel kon worden geboord. Deze hulptunnels werden loodrecht boven de hoofdtunnel geboord.
De machines voor het boren van de tunnel waren toe primitief. Er werd met hamer, beitel, houweel, breekijzer gewerkt. Ook werden paarden, mannen en zelfs kinderen uit omliggende landen bij de werkzaamheden onder groot gevaar van ademnood door stof in de tunnels ingezet.
De bodemgesteldheid van het Juragebergte werd onderzocht. Aan de zuidzijde kwam men snel vooruit maar aan de noordzijde had men moeilijkheden. De kern van de berg bestond uit kalksteen dat men moeilijk kon doorboren maar het binnendringende water zorgde voor het overstromen van de tunnel waardoor personen dreigden te verdrinken. Omdat de tunnel in een kleine helling van noord naar zuid op afschot werd aangelegd moest het water in noordelijke richting weg gepompt worden.

### Brand
Op 28 mei 1857 vond er een brand plaats in de tunnel die het leven kostte aan 63 mensen, waaronder elf reddingswerkers.

### Uitbreiding
Op 1 mei 1858 werd het grootste kunstwerk van de Schweizerischen Centralbahn (SCB) de Hauenstein-Scheiteltunnel in gebruik genomen. Hiermee kwam de verbinding van Bazel met de belangrijke spoorweg knooppunt Olten met de Mittellandlinie naar Bern en Lausanne, de Jurafusslinie naar Solothurn en Genève en de Heitersberglinie naar Zürich tot stand.

### Spoorbedrijf
Het Läufelfingertraject was met een helling van 26,3 ‰ een van de steilste hellingen van het toenmalige spoorwegnet. Dit traject werd deels tweesporig aangelegd. Uit voorzorg werd de eerste tijd rechts gereden en op het trajectdeel van Läufelfingen naar Sissach werd aan de bergzijde gereden. Op 1 juni 1895 werden de aansluitingen aangepast en links treinverkeer ingevoerd.
Om zwaar beladen goederentreinen te vervoeren werden tot twee voorspanstoomlocomotieven bijgeplaatst waarbij in Läufelfingen deze weer losgekoppeld werden en als losse locomotief teruggingen.
In het depot Sissach stonden tot vier voorspanstoomlocomotieven onder druk . Het water uit de Reusli werd in een watertoren gepompt zodat het direct voor de via een waterkraan met zwenkbare arm beschikbaar was voor de stoomlocomotieven. Om de continuïteit het spoorbedrijf te garanderen woonden in diensttijd machinisten, stokers en monteurs op het terrein van depot. Ook was er slaapgelegenheid aanwezig voor personeel van andere depots. De draaischijf moest met behulp van mankracht gedraaid worden. In de smederij werden belangrijke reparaties uitgevoerd.

### Na 2000
Na het gereed komen van het traject via de Hauenstein-Basistunnel verloor na 1916 het traject via de Hauenstein-Scheiteltunnel zijn betekenis als hoofdspoor en verloor in 1938 het tweede spoor. In Läufelfingen werd een wisselplaats ingericht.
Eind de jaren 90 werd dit trajectdeel nog met sluiting bedreigd.
Nadat het treinverkeer in 1997 voor ongeveer een jaar door bussen was vervangen reden er weer regionale stoptreinen treinen tussen Sissach en Olten. Deze regionale stoptreinen werden op 24 mei 1998 vervangen door de S9 Sissach – Läufelfingen – Olten.
In het jaar 2006 was de kwestie van het Läufelfinger traject opnieuw onderwerp van discussie in het parlement van kanton Basel-Landschaft en werd op 16 november 2006 een voorstel voor omzetten tot een buslijn verworpen en stelde de financiering van het treinvervoer tot 2009 zeker.
Hier werd ook een voorstel behandeld om toeristisch treinverkeer te voeren met moderne stoomlocomotieven van de Firma DLM die werkloos staan.

## Personenvervoer
Het personenvervoer op de Hauensteinlinie via de Hauenstein-Basistunnel rijdt eenmaal per uur een Interregio-trein bestaande soms uit dubbeldeks rijtuigen met een SBB Re 460 locomotief en een Intercity-trein bestaande soms uit EW4 rijtuigen met een SBB Re 460 locomotief. Ook rijdt op dit traject de S3 op het traject Porrentruy – Delémont – Aesch – Basel SBB – Pratteln – Sissach – Olten. De maximale snelheid in de tunnel is 140 km/h.
Als gevolg van een grotere verkeersaanbod dreigt de capaciteitsgrens van dit traject te worden overschreden. Hiervoor zoekt men oplossingen in het verdichten van het bloksysteem en aanpassen van stations en seinen.
De eerste omvangrijke uitbreiding was de vijf kilometer lange Adlertunnel tussen Muttenz en Liestal.
Onderzocht wordt of de mogelijkheid aanwezig is om in een derde debat een Jura-doorgang de zogenoemde Wisenbergtunnel tussen Liestal of Sissach en Olten met aansluiting aan het traject richting Aarau-Zürich en Olten-Bern te realiseren.
Voor dit project zijn tot dusverre nog niet de benodigde financiële middelen beschikbaar.

## Elektrische tractie
Het traject werd geëlektrificeerd met een spanning van 15.000 volt 16 2/3 Hz wisselstroom.